# Deadwood (Dakota du Sud)
Pour les articles homonymes, voir Deadwood.
Deadwood est une ville de l’État du Dakota du Sud, aux États-Unis. Elle est le siège du comté de Lawrence et comptait 1 156 habitants lors du recensement des États-Unis de 2020, estimée, en 2023, à 1 343 habitants.

## Histoire

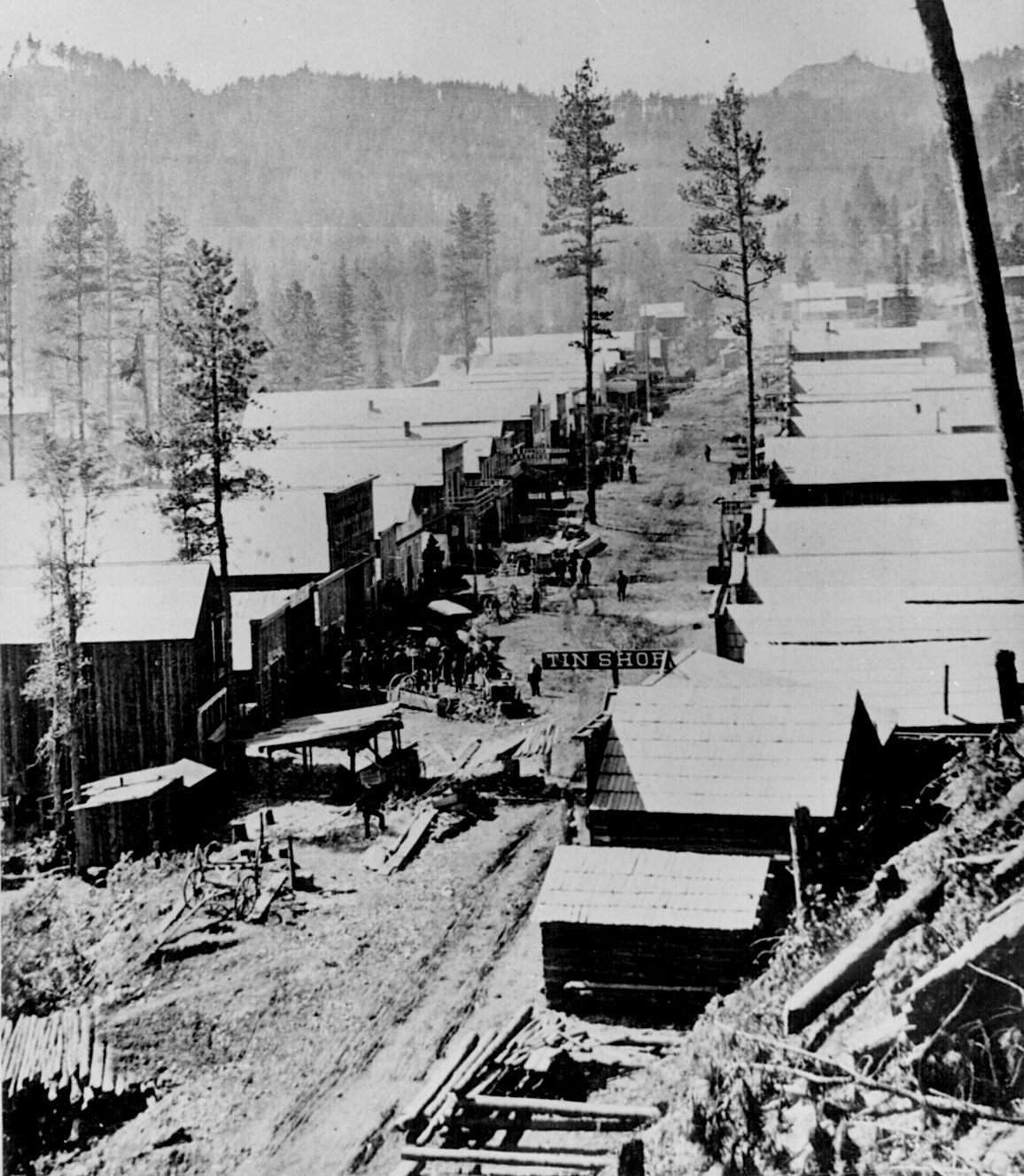
Deadwood en 1876.

Deadwood a été fondée illégalement sur un territoire indien concédé par le gouvernement américain par le traité de Fort Laramie en 1868 au peuple lakota. En 1874, le colonel George Armstrong Custer annonça la découverte de gisements d'or dans les Black Hills provoquant une ruée vers l'or et la fondation de Deadwood qui devint en 1876 une ville réputée pour ses bandits-manchots et ses maisons closes (base du scénario de la série télévisée Deadwood). En quelques années, la ville devint renommée pour ses prostituées mais aussi pour avoir été le théâtre du meurtre de Wild Bill Hickok et pour être le lieu de sépulture de Calamity Jane.
En 1879, la ville est dévastée par un incendie puis reconstruite. Elle continue de prospérer devenant un centre minier important des Black Hills.
En 1961, la ville est inscrite au patrimoine national américain.
La ville doit son nom au ravin de Deadwood, ainsi nommé en raison du bois mort (en anglais : dead wood) qui s'y trouvait à la suite d'un incendie.

## Géographie
La municipalité s'étend sur 3,83 milles carrés (9,92 km2)

## Démographie
Lors du recensement de 2020, la ville comptait une population de 1 156 habitants. Elle est estimée, le 1er juillet 2023, à 1 343 habitants.
| 1880  | 1890  | 1900  | 1910  | 1920  | 1930  |
| ----- | ----- | ----- | ----- | ----- | ----- |
| 3 777 | 2 366 | 3 408 | 3 653 | 2 403 | 2 559 |

| 1940  | 1950  | 1960  | 1970  | 1980  | 1990  |
| ----- | ----- | ----- | ----- | ----- | ----- |
| 4 100 | 3 288 | 3 045 | 2 409 | 2 035 | 1 830 |

| 2000  | 2010  | 2020  | - | - | - |
| ----- | ----- | ----- | - | - | - |
| 1 380 | 1 270 | 1 156 | - | - | - |

## Politique et administration
Le premier maire élu à Deadwood est E. B. Farnum (18 août 1876). Il instaure le nettoyage des rues, les pompiers, la première école, un Marshal et un tribunal, le tout payé par une redevance prélevée sur les entreprises de la ville.
En 1884, Sol Star est élu maire.

## Culture locale et patrimoine

### Personnalités liées à Deadwood

#### Personnalités ayant vécu à Deadwood
- Seth Bullock
- Wyatt Earp
- Calamity Jane
- Wild Bill Hickok
- Al Swearengen
- Dora DuFran

#### Personnalités natives de Deadwood
- Angelo Rizzuto (1906–1967), photographe.
- Amy Hill (née en 1953), actrice.

### Source de la traduction
- (en) Cet article est partiellement ou en totalité issu de l’article de Wikipédia en anglais intitulé « Deadwood, South Dakota » (voir la liste des auteurs).